# Careproctus merretti
Careproctus merretti és una espècie de peix pertanyent a la família dels lipàrids.

## Descripció
- Fa 20,5 cm de llargària màxima.
- Cap petit.
- Nombre de vèrtebres: 69.[5]

## Hàbitat
És un peix marí i batidemersal que viu fins als 3.920 m de fondària.

## Distribució geogràfica
Es troba a l'Atlàntic nord-oriental: el sud d'Irlanda.

## Observacions
És inofensiu per als humans.